# René Andrle
René Andrle, né le 1er avril 1974 à Litoměřice, est un coureur cycliste et directeur sportif tchèque. 

## Biographie
Champion de République tchèque sur route dès 1995, René Andrle commence sa carrière professionnelle en 1999 dans l'équipe Wüstenrot-ZVVZ. Deux ans plus tard, il est recruté par la ONCE-Eroski. Employé comme coéquipier, il est aux côtés de Roberto Heras lors de sa victoire sur le Tour d'Espagne 2004.
Entre 2006 et 2008, il est membre de l'équipe tchèque PSK Whirpool-Author.

## Palmarès
- 1995
  -  Champion de République tchèque sur route
- 1996
  - 6e étape du Tour de Hesse
  - 2e du championnat de République tchèque sur route
  - 5e du championnat du monde sur route espoirs
- 1997
  - 6e étape du Tour d'Autriche
- 1998
  - 3e du Tour de Bohême
- 1999
  - 3e étape du Tour de Bohême
- 2000
  - Tour de Slovaquie :
    - Classement général
    - 5e étape

  - 2e du Tour de Beauce
- 2001
  - 2ea étape du Grand Prix international Mitsubishi MR Cortez (contre-la-montre par équipes)
  - 3e du Grand Prix international Mitsubishi MR Cortez
- 2002
  - 5e étape du Tour de Murcie
  - 3e étape du Tour de Burgos (contre-la-montre par équipes)
- 2004
  - 3e du championnat de République tchèque sur route
- 2006
  - 6e étape du Dookoła Mazowsza
  - Tour de Vysočina :
    - Classement général
    - 4e étape

  - 2e du Tour de Slovaquie
  - 3e du Tour de Grèce
  - 3e du championnat de République tchèque sur route
- 2007
  - 2e du Grand Prix Kooperativa
  - 2e du championnat de République tchèque sur route
- 2008
  - 3e du championnat de République tchèque du contre-la-montre

## Résultats sur les grands tours

### Tour de France
1 participation
- 2003 : 83e

### Tour d'Italie
2 participations
- 2001 : 62e
- 2005 : 62e

### Tour d'Espagne
1 participation
- 2004 : 110e

## Classements mondiaux
| Année           | 2006 | 2007 | 2008 |
| --------------- | ---- | ---- | ---- |
| UCI Europe Tour | 178e | 474e | 583e |